# 小幡酉吉
小幡 酉吉（おばた ゆうきち、1873年（明治6年）4月12日 - 1947年（昭和22年）8月9日）は、日本の外交官。

## 経歴

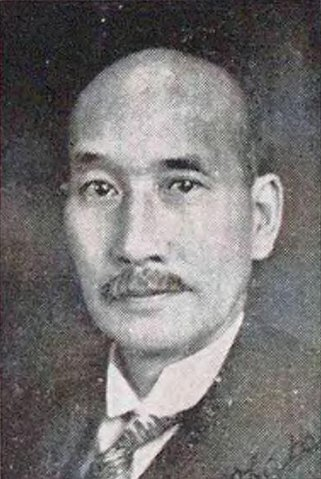
小幡酉吉

石川県出身、1897年（明治30年）に東京帝国大学法科大学法律学科卒業。警視総監官房に半年間勤務後、外交官及領事官試験に合格して外務省に入り、1898年（明治31年）10月に天津在勤の領事官補へ任じられる。その後、シンガポール、オーストリア＝ハンガリー帝国、イギリスでの勤務を経験した。1905年（明治38年）に中国へ転勤、芝罘領事、天津総領事などを務める。1908年（明治41年）柔術家の野口清と在留官民が設立した天津武術會で副会長を務める。
1916年（大正5年）に日本へ戻って外務省政務局長などを務めるが、1918年（大正7年）10月から1923年（大正12年）まで特命全権公使として再び中国へ派遣される。中国在任期間中、山東懸案解決に関する条約に基づく共同委員会や日支通信問題交渉などに関わった。
1925年（大正14年）に特命全権大使に任じられ、1930年（昭和5年）10月までトルコへ駐在。この間の1929年（昭和4年）10月に中国駐在大使へ指名されるが、中国側にアグレマンを拒否された。1929年11月に中国駐在公使佐分利貞男が急死した際、幣原喜重郎により後任に指名されるが、中国外交部長王正廷によって拒否され、中国公使の後任には重光葵が就任している。1930年10月にドイツ駐在大使となり、同年11月には特命全権公使を兼任してラトビア駐在も兼ねる。1933年（昭和8年）に退任、同年5月に依願退官した。
1934年（昭和9年）7月3日から1940年（昭和15年）4月24日までは貴族院議員、その後は枢密顧問官となり、制度が廃止される1947年（昭和22年）5月まで務めた。
同年8月9日に死去。ただし葬儀当日に死亡届が出されたため、本来であれば天皇から勅使の差遣があるところは無きこととされた。

## 栄典
位階
- 1898年（明治31年）12月21日 - 従七位[6]
- 1902年（明治35年）12月27日 - 正七位[6]
- 1906年（明治39年）10月20日 - 従六位[6]
- 1908年（明治41年）12月11日 - 正六位[6]
- 1911年（明治44年）9月20日 - 従五位[6]
- 1916年（大正5年）3月10日 - 正五位[6]
- 1919年（大正8年）5月20日 - 従四位[6]
- 1924年（大正13年）6月16日 - 正四位[6]
- 1927年（昭和2年）7月1日 - 従三位[6]
- 1932年（昭和7年）7月15日 - 正三位[6]
- 1944年（昭和19年）7月15日 - 従二位[6]

勲章等
- 1902年（明治35年）12月28日 - 勲六等単光旭日章[6]
- 1906年（明治39年）4月1日 - 勲五等双光旭日章[6]
- 1912年（明治45年）6月27日 - 勲四等瑞宝章[6]
- 1916年（大正5年）4月1日 - 勲三等旭日中綬章・大正三四年従軍記章[6]
- 1918年（大正7年）3月4日 - 勲二等瑞宝章[6][7]
- 1921年（大正9年）11月1日 - 旭日重光章[6]
- 1924年（大正13年）5月31日 - 勲一等瑞宝章[6]
- 1931年（昭和6年）6月15日 - 旭日大綬章[6]
- 1934年（昭和9年）4月29日 - 昭和六年乃至九年事変従軍記章[6]
- 1940年（昭和15年）
  - 4月29日 - 銀杯一組[6]
  - 8月15日 - 紀元二千六百年祝典記念章[6]

外国勲章佩用允許
- 1915年（大正4年）10月29日 - 支那共和国：二等嘉禾章[6]
- 1921年（大正10年）5月21日 - 支那共和国：一等大綬宝光嘉禾章[6]
- 1935年（昭和10年）9月21日 - 満州帝国：満州帝国皇帝訪日記念章[6]
- 1941年（昭和16年）12月9日 - 満州帝国：建国神廟創建紀念章[6]

## 親族
- 父親の小幡和平は、加賀藩の軍艦奉行などの要職を歴任し、金沢国立第十二銀行（現・北陸銀行〉の初代頭取を務めた[8]。蔵書家でもあり、その蔵書は石川県立図書館に小幡文庫として保蔵されている[9][10]。
- 兄の小幡文三郞（1863年生）は、1880年に家督を継ぎ、1886年に海軍省の命によりフランスで造船学を学び、1889年帰国して海軍大技士となり、造船大監、呉海軍工廠造船部長、橫須賀海軍工廠造船部長、海軍造船総監を経たのち、住友伸銅所長を務めた[11]。
- 妻のみづゑ（1886年生）は男爵武井守正の六女[12]。